# Zagacie (województwo śląskie)
Zagacie – wieś w Polsce położona w województwie śląskim, w powiecie częstochowskim, w gminie Koniecpol.
| SIMC    | Nazwa    | Rodzaj     |
| ------- | -------- | ---------- |
| 0135160 | Stefanów | przysiółek |

W latach 1975–1998 miejscowość należała administracyjnie do województwa częstochowskiego.